# 筒井由美子
筒井 由美子（つつい ゆみこ、1966年12月14日 - ）は、東京都出身の女優。

## 来歴
1989年、ホリプロから芸能界デビュー。1990年代から2000年代前半にかけてテレビドラマを中心に活動していた。1998年からは杏 由美子の名で活動していたが、後に元の芸名に戻した。同じく女優の筒井真理子と混同されることがあった。
現在は芸能活動を休止している。

## 出演

### テレビドラマ
- 火曜スーパーワイド 霊界捜査II 「日本ロマンチック街道殺人事件 草津温泉に消えた花嫁の浮遊霊を探れ」（1989年8月8日、テレビ朝日）
- 木曜劇場 過ぎし日のセレナーデ 第4話「あの時のキス」（1989年11月9日、フジテレビ）
- パナソニックスペシャル キスの温度 いちばん近い他人（1990年5月9日、日本テレビ）
- 土曜ワイド劇場 牟田刑事官事件ファイル
  - 第13話「横浜〜八王子〜伊良湖、殺人ラインの女たち」（1990年6月30日、テレビ朝日）
  - 第14話「九州〜耶馬溪 - 四国八幡浜、人妻ひとり旅のなぞ?」（1991年4月6日、テレビ朝日）
  - 第16話「ヨコハマ偽装心中」（1992年3月28日、テレビ朝日）
  - 第17話「能登 - ヨコハマ四重殺人」（1992年10月10日、テレビ朝日）
  - 第18話「横浜 - 九州唐津殺意の縦断ルート!」（1993年4月3日、テレビ朝日）
  - 第21話「切れた絆」（1995年9月9日、テレビ朝日）
  - 第22話「関門海峡〜横浜 連続殺人にナゾの女!」（1996年11月9日、テレビ朝日）
  - 第23話「牟田がアリバイを証言した女」（1997年4月19日、テレビ朝日）
  - 第24話「阿波鳴門うず潮の殺意」（1998年1月24日、テレビ朝日）
  - 第25話「洞爺湖温泉に泊った女」（1998年8月8日、テレビ朝日）
  - 第26話「沖縄仲人旅行連続殺人」（1999年5月1日、テレビ朝日）
- カサブランカ物語 怪盗に口づけを! 第2話「逆タマの道は迷い道」（1990年7月22日、テレビ東京）
- 世にも奇妙な物語
  - 第1シリーズ 第9話「だれかに似た人」（1990年8月23日、フジテレビ）
  - 第3シリーズ 第3話「ネチラタ事件」（1992年8月13日、フジテレビ）
- 60分放し飼い「妖花マンドラゴラの姉妹」（1990年9月24日、日本テレビ）
- お嬢さん朝食をご一緒に! （1990年10月8日、フジテレビ）
- 外科病棟女医の事件ファイル（1991年、テレビ朝日）
- 水曜グランドロマン 30日間の休暇を命ず（1991年7月31日、日本テレビ）
- 土曜ワイド劇場 山村美紗サスペンス 愛の立待岬（1993年4月10日、テレビ朝日）
- 金曜エンタテイメント 山村美紗サスペンス 赤い霊柩車II 「黒衣の結婚式」（1993年6月4日、フジテレビ）
- if もしも 第10話「結婚して子どもを生みますか?就職して出世をめざしますか?」（1993年7月15日、フジテレビ）
- 土曜ワイド劇場 殺意のバカンス 第1話「岡山着15時32分こだま号謎の同乗者!」（1993年11月6日、テレビ朝日）

### テレビ番組
- テレビ朝日系「こだわりTV PRE★STAGE」木曜（深夜）アシスタント
- パコ2CH あ・きすとぜねこ（1991年、東海テレビ）[1]

### ラジオ番組
- B21の腹よじれAGOHAZUSHI連盟（1989年10月～1990年3月、金曜日、ニッポン放送）